# Puente sobre el río Kwai

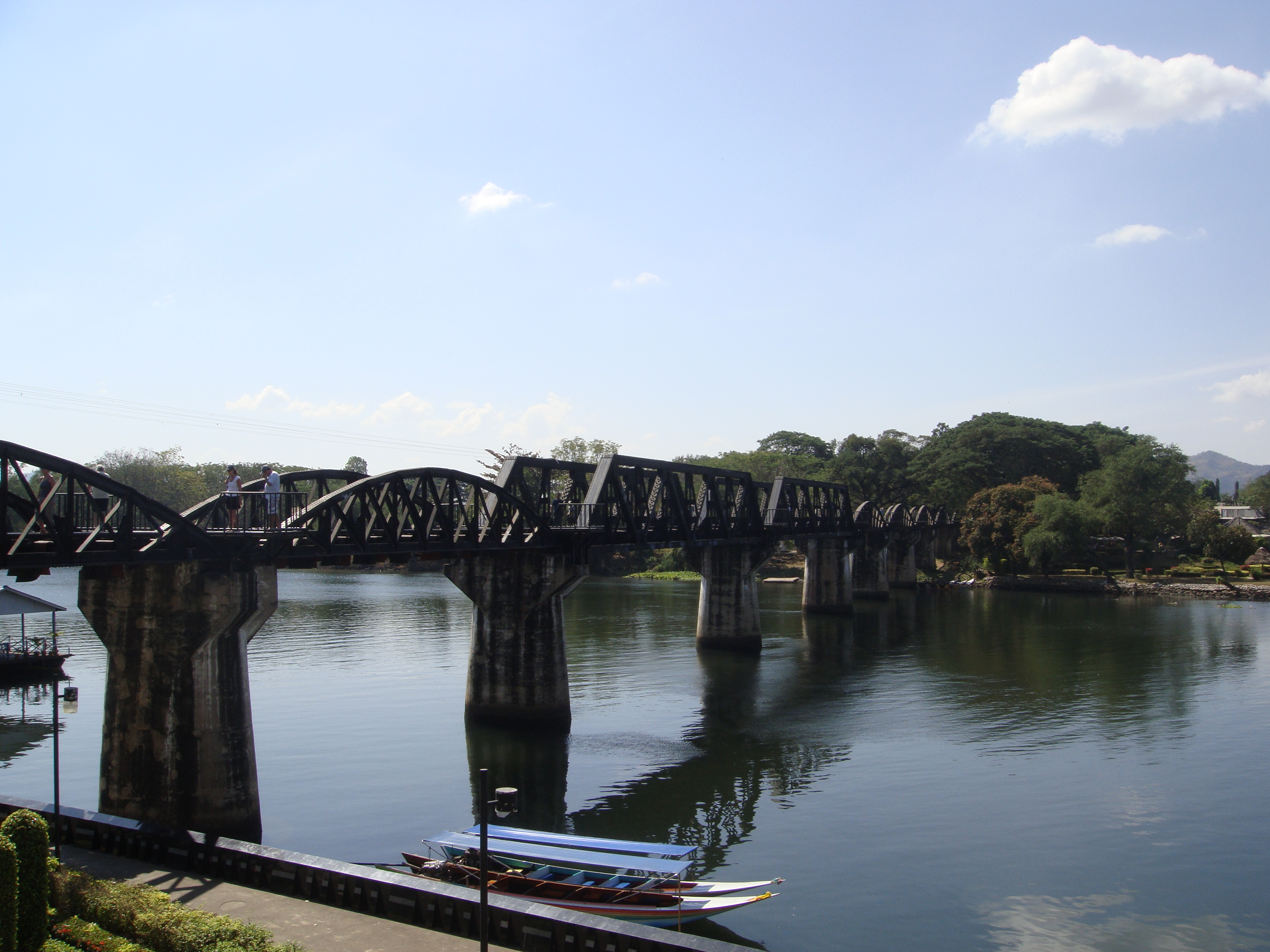
Puente sobre el río Kwai

El puente sobre el río Kwai es un puente ferroviario de Tailandia que franquea el Kwai Yai en Kanchanaburi; es atravesado por la línea Siam-Birmania.
Construido durante la Segunda Guerra Mundial por trabajadores forzosos bajo los órdenes del Ejército imperial japonés, es célebre por la novela de Pierre Boulle y la película basada en ella.

## Historia
Durante la Segunda Guerra Mundial, con el fin de sostener a sus tropas en la conquista del Raj británico, el Imperio de Japón ideó el ambicioso proyecto de construir una vía férrea de 415 kilómetros de longitud a través de Tailandia que llegara a la Birmania británica. La mano de obra, formada por 100 000  trabajadores asiáticos y 30 000   prisioneros de guerra occidentales sufrió importantes pérdidas debido a los maltratos, a las enfermedades tropicales y a los bombardeos estadounidenses y británicos sobre el puente en construcción donde aproximadamente 16 000 personas encontraron la muerte. Por esta razón, la línea fue llamada «vía férrea de la muerte». 
Primeramente se construyó un puente de madera para asegurar el paso del Kwai Yai durante la construcción del cercano puente metálico. Estuvo acabado en febrero de 1943.  Restos de este puente de madera se conservan en el museo de la Segunda Guerra Mundial de Kanchanaburi.
El puente metálico, siempre operativo desde su construcción, fue edificado con los materiales de otro puente de once arcadas desmontado en Java, en Indonesia, y llevado allí, cerca de la confluencia de los ríos Kwai Yai y Kwai Noi, a aproximadamente tres kilómetros al norte de la ciudad de Kanchanaburi. Estos dos ríos forman juntos el Mae Klong.
El puente metálico fue bombardeado y fueron destruidas dos arcadas centrales en junio de 1945. Como daños de guerra, los japoneses los restauraron al finalizar el conflicto. Se distinguen por su forma rectangular que dan al puente su aspecto muy particular; las nuevas arcadas llevan una placa que atestigua esta reparación.

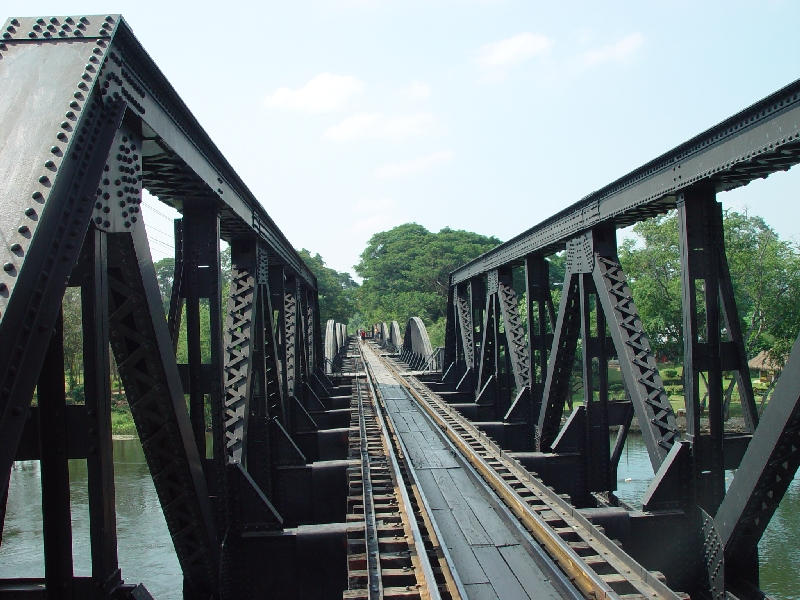
Vista de los raíles sobre el puente en la parte reconstruida.
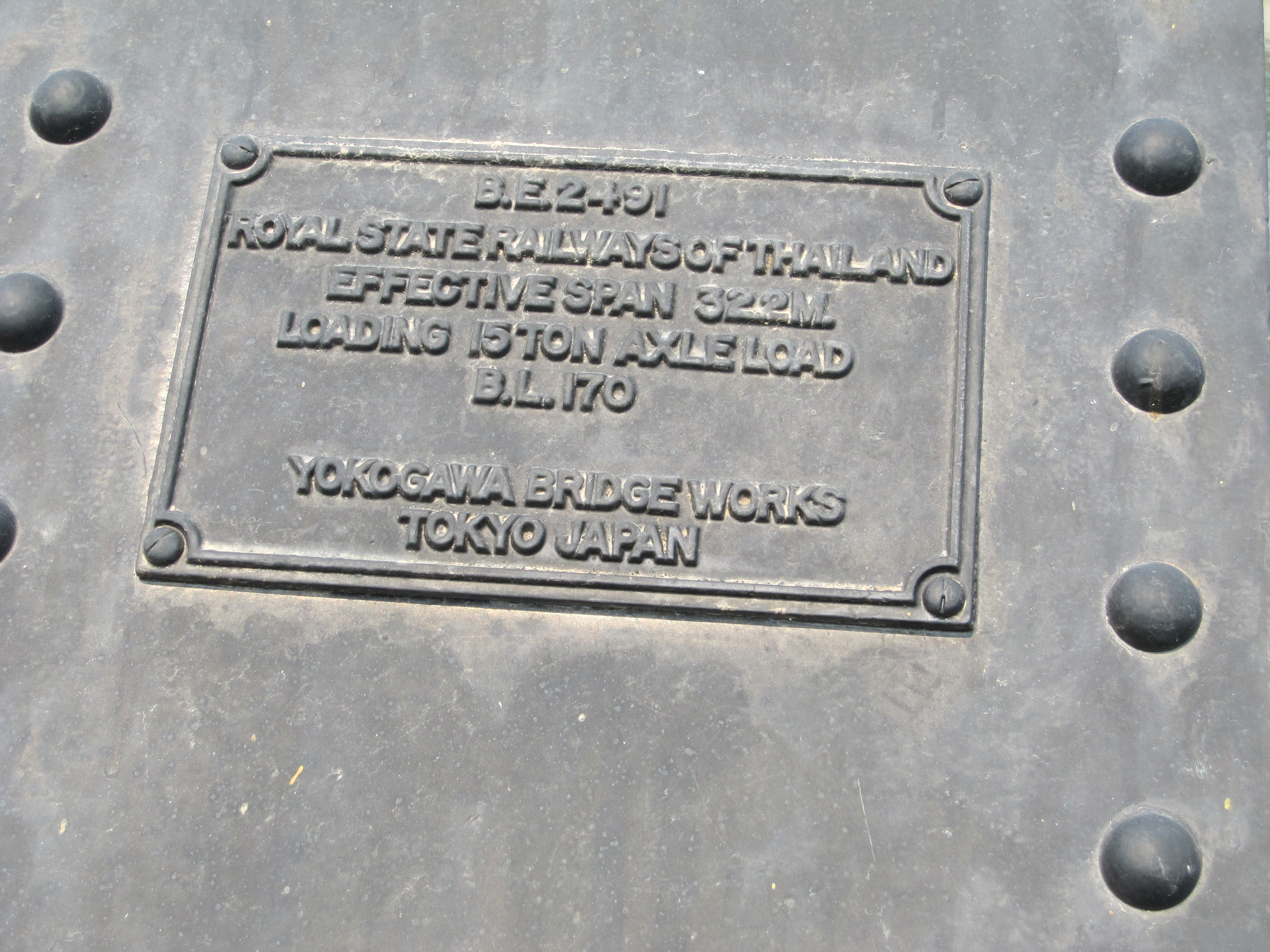
La placa que atestigua los trabajos de reparación japonesa.

## Tráfico
El puente puede ser cruzado a pie andando sobre la vía, unas plataformas permiten apartarse para dejar pasar los trenes. Puede igualmente ser cruzado por algunos bahts en un tren turístico durante un recorrido de unos quince minutos. Este pequeño tren multicolor es arrastrado en sus dos extremos por una locomotora Diesel (una para cada sentido).
El tren que conecta Thonburi a Nam Tok franquea el puente diariamente.

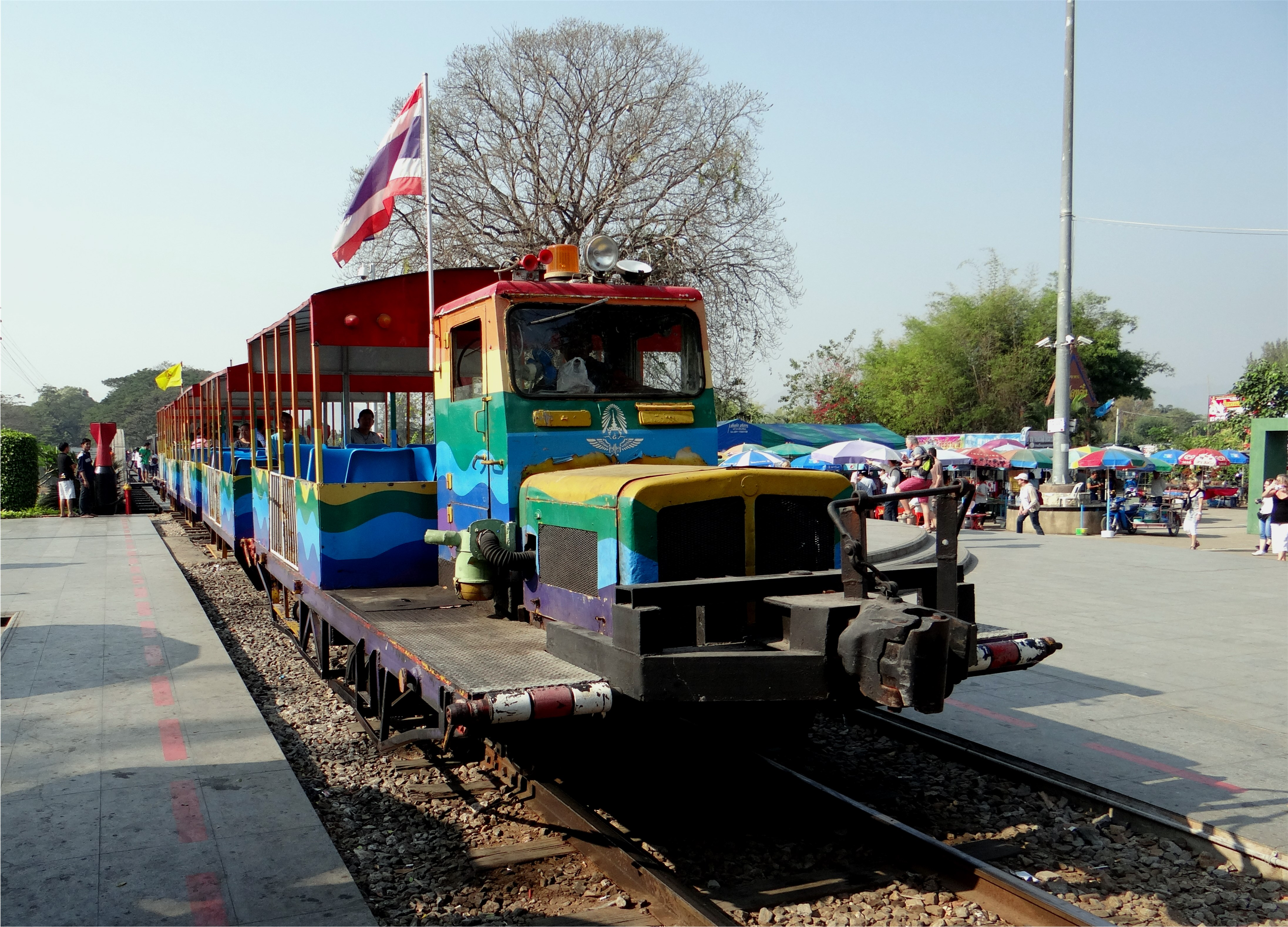
Tren turístico que llega a la estación.
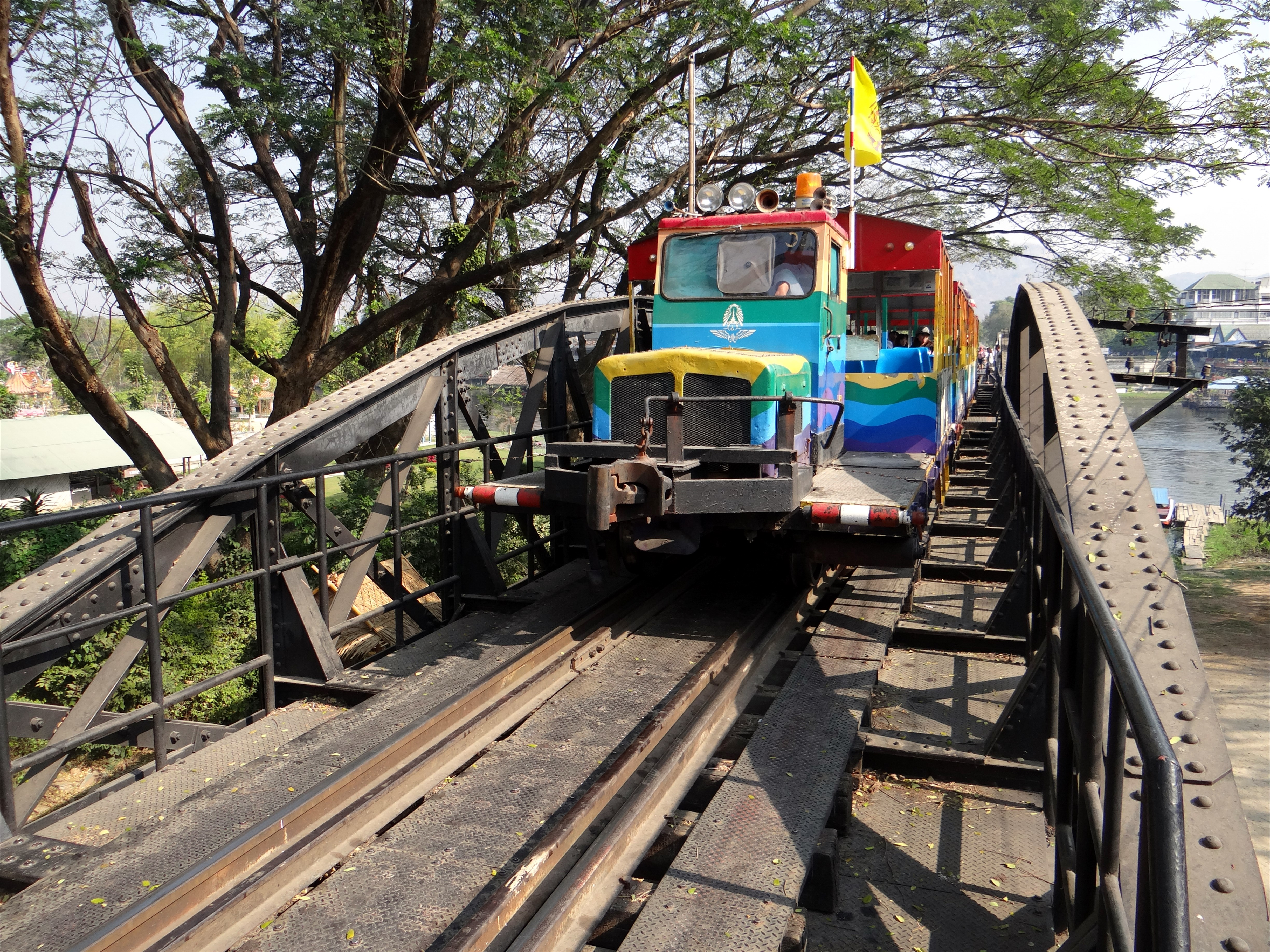
Tren turístico atravesando el puente.
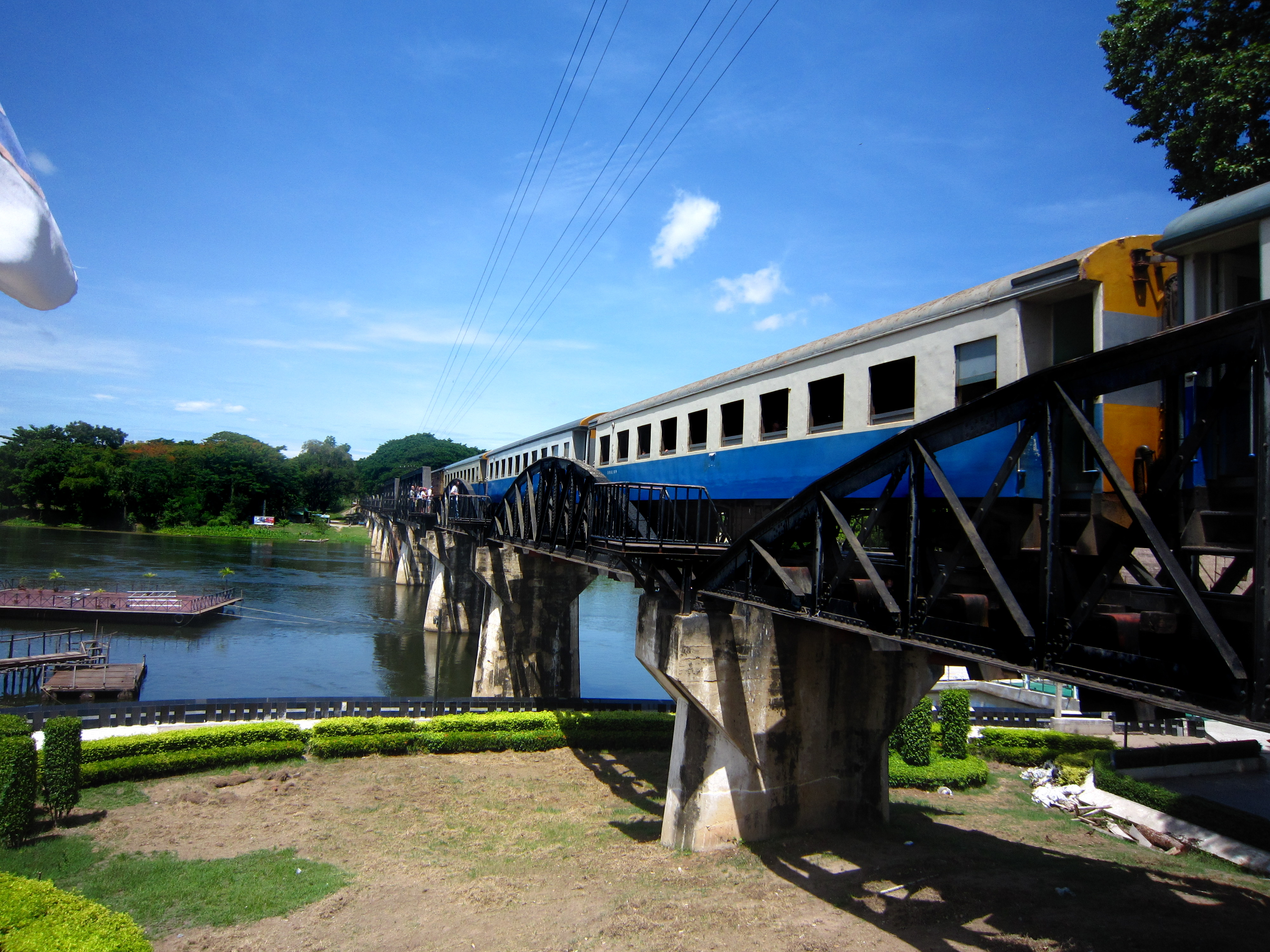
El tren que conecta Thonburi y Nam Tok sobre el puente.